# Théâtre Amazonas

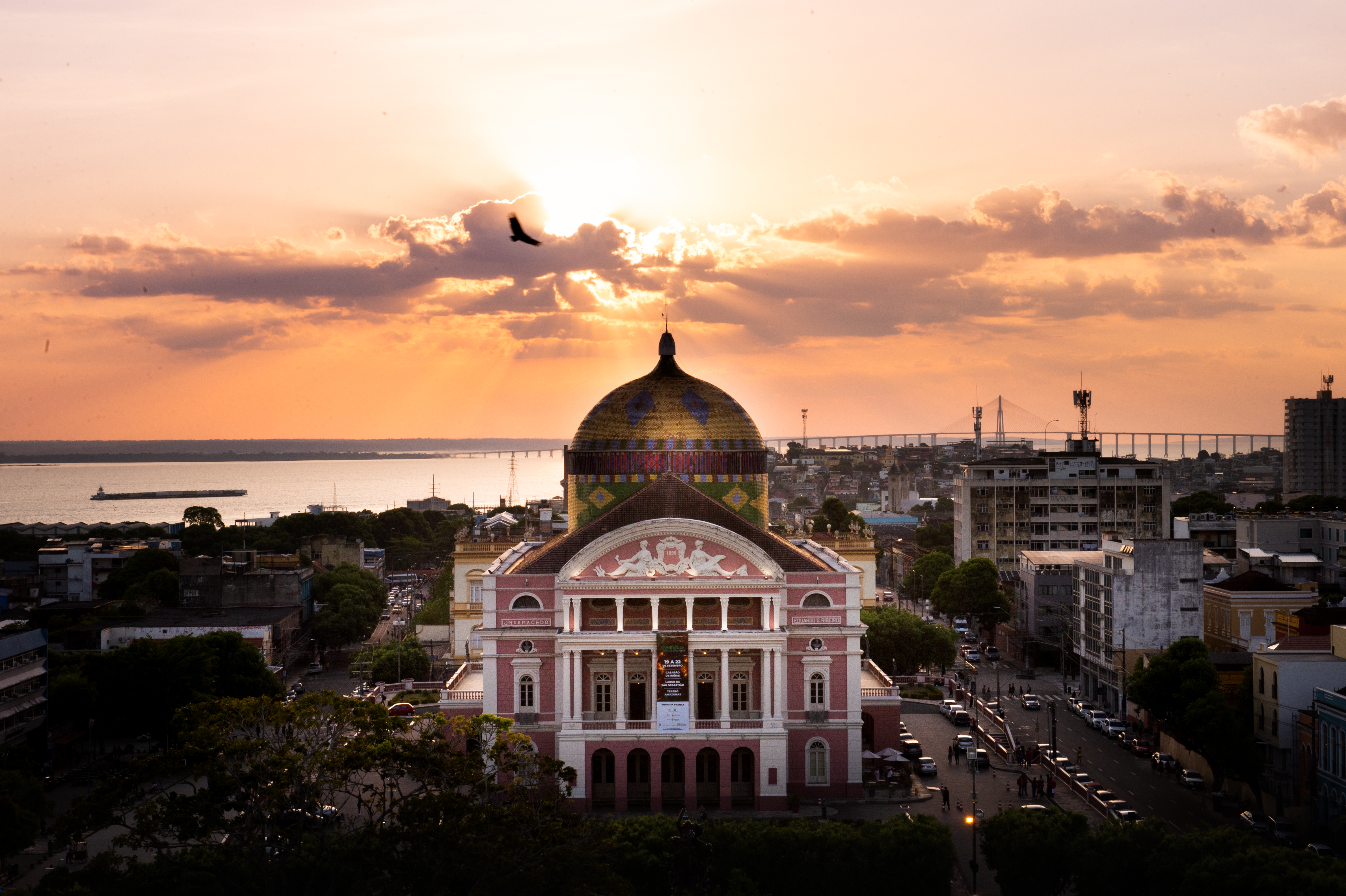
Théâtre Amazonas.

Le Théâtre Amazonas (en portugais : Teatro Amazonas) est un opéra situé dans le centre de Manaus, dans la forêt amazonienne, et qui fut inauguré le 31 décembre 1896.

## Histoire
Il fut construit durant la Belle Époque au temps où les fortunes se faisaient grâce à l'extraction du caoutchouc, période appelée la fièvre du caoutchouc. Sa construction fut proposée par Antonio José Fernandes Júnior, membre de la chambre des députés, en 1881 qui désirait faire de Manaus l'un des hauts lieux de la culture brésilienne.
Bien que l'État approuvât le projet, son financement ne faisait pas consensus et le début des travaux prit du retard. En 1882, le président de la province, José Lustosa Paranaguá, approuva un plus large budget et mit en compétition les différents plans proposés. En 1884, le projet de l'architecte italien Celestial Sacardim s'inspirant de l'architecture Renaissance fut choisi. C'est alors que le chantier débuta.
Entre 1885 et 1892, la construction du théâtre fut rythmée par des arrêts et retarda son inauguration. D'Alsace viennent les tuiles de la toiture, de Paris le mobilier et les tissus - de style Louis XV - d'Italie le marbre des escaliers, les statues et les colonnes et, d'Angleterre, l'acier pour les murs. Le théâtre fut doté de 198 lustres dont 32 de verre de Murano. Les rideaux, dépeignant une copie de la « Rencontre des Eaux », furent créés à l'origine à Paris par l'artiste Crispim do Amaral, représentent la jonction entre le rio Negro et le rio Solimões, qui forment l'Amazone. À l'extérieur, le dôme est recouvert de 36 000 tuiles vernissées aux couleurs du drapeau brésilien.

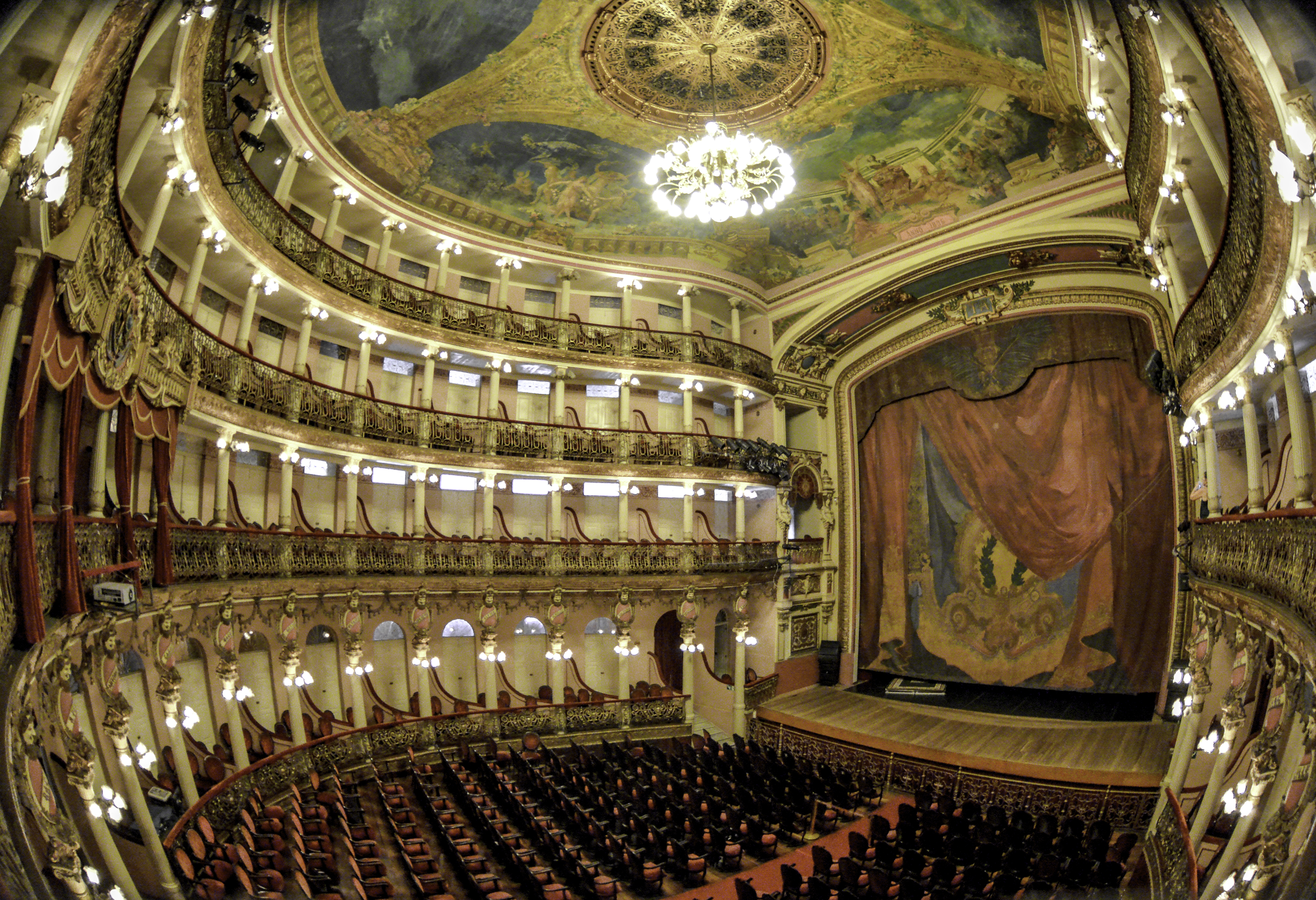
Salle d'exposition.

Les travaux reprirent en 1893. En 1895, le travail de maçonnerie était terminé. Aussi, la décoration intérieure et l'installation des lumières pouvaient s'accélérer. L'italien Domenico De Angelis signa les magnifiques panneaux peints qui colorent les plafonds de l'auditorium et de la salle d'audience. Bien qu'il y eût une inauguration et quelques représentations, il fallut encore deux années pour que la construction du théâtre s'achève, terminant 17 années de travaux au total.
Le théâtre fut inauguré le 31 décembre 1896 et la première représentation eut lieu le 7 janvier 1897 avec l'opéra italien La Gioconda de Amilcare Ponchielli. L'édifice fut depuis restauré à quatre occasions : en 1929, en 1974 et entre 1988 et 1990. Actuellement, il possède une salle de 701 places avec des sièges recouverts de velours rouge.
Le monument est présent dans le film Fitzcarraldo, réalisé par l'Allemand Werner Herzog en 1982. Au début du film, le personnage fou d'opéra, Brian Sweeney Fitzgerald dit « Fitzcarraldo », cherche à s'installer pour écouter Ernani, de Verdi, chanté par Enrico Caruso. Il arrive à la fin de l'œuvre, où l'on aperçoit son intérieur. S'il y eut certaines suppositions affirmant que le bâtiment fut édifié pour attirer le célèbre ténor Caruso, des doutes persistent quant à savoir s'il y chanta jamais.
Une journaliste britannique, Christina Lamb, remarqua en 2001 la renaissance de l'opéra au Théâtre Amazonas :
« Il y a quatre ans, aucune représentation ne s'était tenue depuis près de 90 ans. Puis un nouveau gouverneur de l'Amazone fut élu, un populiste du nom de Amazonino Mendes, qui décréta que cette ville devait posséder un orchestre de première qualité, un chœur et un corps de ballet. Il délivra près de 1,5 million de livres par an, une quantité énorme dans un pays où la moitié de la population est illettrée et vit de 60 livres par mois.
Cela eut pour conséquence de placer Manaus en première place pour une migration musicale plutôt inattendue. Certains des meilleurs musiciens européens ont été tentés de passer des orchestres tels que le Kirov à Manaus, justifiant ainsi un meilleur salaire. En réalité, 39 des 54 membres de l'orchestre Philharmonique viennent de Bulgarie, de Biélorussie et de Russie. Même l'archiviste est né en Biélorussie. »[réf. nécessaire]
Tous les ans, le théâtre Amazonas accueille un festival cinématographique.